# Kerekeger feredő
A Nagy-Somlyó lábánál elterülő Csobotfalva határában több ismert borvízforrás található. A Kerekeger-lápján feltörő borvízforrásokra épült a helyiek kedvelt fürdője, a Kerekeger feredő. 

## Története
A csobotfalvi Kerekeger-láp vizében régen kendert áztattak a helyi asszonyok, melyből ruhát vartak téli a időszakban. A láp vizét kis „tók”-ba vezették le, minden családnak volt kenderáztatója. Innen ered a hely Tók megnevezése. Az itt található források vizét ivásra és fürdőzésre is használták. A borvizes forrásnál medence alakult ki, melyet a csíksomlyói Lakatos Izra évtizedeken át használt. Egészségét, hosszú életét a hideg medencében való rendszeres fürdőzés jótékony hatásának tartotta. A helybeliek Izra feredőjének is nevezik a helyet. A bácsi halála után senki sem használta a fürdőt. Elhanyagolt állapotba került, értéke kezdett lassan feledésbe merülni.
2005-ben történt változás a kis népi fürdő életében. Lelkes helyiek egy csoportja kezdeményezésére a település bekapcsolódott a térségben működő fürdőépítő kaláka programba, melynek keretében újjáépült Kerekeger-feredője. A kalákázók megtisztították a forrásokat, fával burkolták be a nagyobb édesvizű és a kis borvizes medencét. Napozót, padokat, öltözőt, toaletett  építettek. Útbaigazító, információs táblákat helyeztek el a területen. A lápon pallórendszert létesítettek, így be lehet járni az egész területet. 
A kalákaprogram keretében még felújítottak még két borvízforrást. A Kálnoky vagy Fingos borvíz a csobotfalviak legkedveltebb forrása, főleg gyomorbántalmak kezelésére használják. A Bernát kútja vizét, mivel közel van a faluhoz,  a kaszálók használják.   
Csobotfalván ismert források még a Lucsosalji, Balla Mátyásé, Borsóbérci, Csorba Veróé, Hortyé borvizek és a Boldogasszony forrása.
A 2005-ben felújított a Kerekeger-feredő kezdetben nagy népszerűségnek örvendett. Sokan látogatták, pihenés, kezelés céljából és itt tartották a falunapokat is. Azonban a rendszeres gondozás, karbantartás hiánya miatt napjainkban újra leromlott a kis népi fürdő állapota. Területét ellepte a gyom, a padok, pallók elkorhadtak, az útjelző táblákról lekopott a festék.  Az csíksomlyói Izra bácsi által oly nagyon kedvelt fürdő ismét felújításra vár.

## Jellegzetessége
A csobotfalvi borvizek kalcium-magnézium-hidrogénkarbonátos, kalcium-hidrogénkarbonátos valamint kalcium-nátrium-hidrogénkarbonátos típusúak.

## Gyógyhatása
A borvizes fürdő vizét reumatikus panaszokra, ízületi bántalmak kezelésére használták. A források vizét ivókúrában főleg gyomorpanaszokra használták. 

## Külső hivatkozások
- [halott link]